# Arteră testiculară
Artera testiculară ( artera gonadică masculină, numită și arterele spermatice interne în textele mai vechi) este o ramură a aortei abdominale care furnizează sânge testiculului. Este o arteră pereche, cu câte una pentru fiecare dintre testicule.
Este echivalentul masculin al arterei ovariene. Deoarece testiculul se găsește într-o locație diferită de cea a echivalentului său feminin, are un curs diferit de cel al arterei ovariene.
Sunt două vase subțiri de o lungime considerabilă și apar din fața aortei puțin sub arterele renale.
Fiecare dintre vase trece oblic în jos și lateral în spatele peritoneului, sprijinindu-se pe mușchiul psoas mare, cel drept fiind situat în fața venei cave inferioare și în spatele arterelor colice medii și a arterelor ileocolice și a părții terminale a ileonului, iar cel stâng în spatele arterei colice stângi și a arterelor sigmoide și colonului iliac.
Fiecare vas traversează oblic peste ureterul omonim și peste partea inferioară a arterei iliace externe pentru a ajunge la inelul inghinal abdominal, prin care trece, și însoțește ceilalți constituenți ai cordonului spermatic de-a lungul canalului inghinal până la scrot, unde devine sinuos, și se împarte în mai multe ramuri.
Două sau trei dintre aceste ramuri însoțesc canalul deferent și furnizează sânge epididimului, anastomozându-se cu artera canalului deferent; alte ramuri străpung partea din spate a tunicii albuginea și furnizează sânge substanței testiculare.
Artera spermatică internă trimite una sau două ramuri mici către ureter, iar în canalul inghinal trimite una sau două ramuri mușchiul cremaster.

## Imagini suplimentare

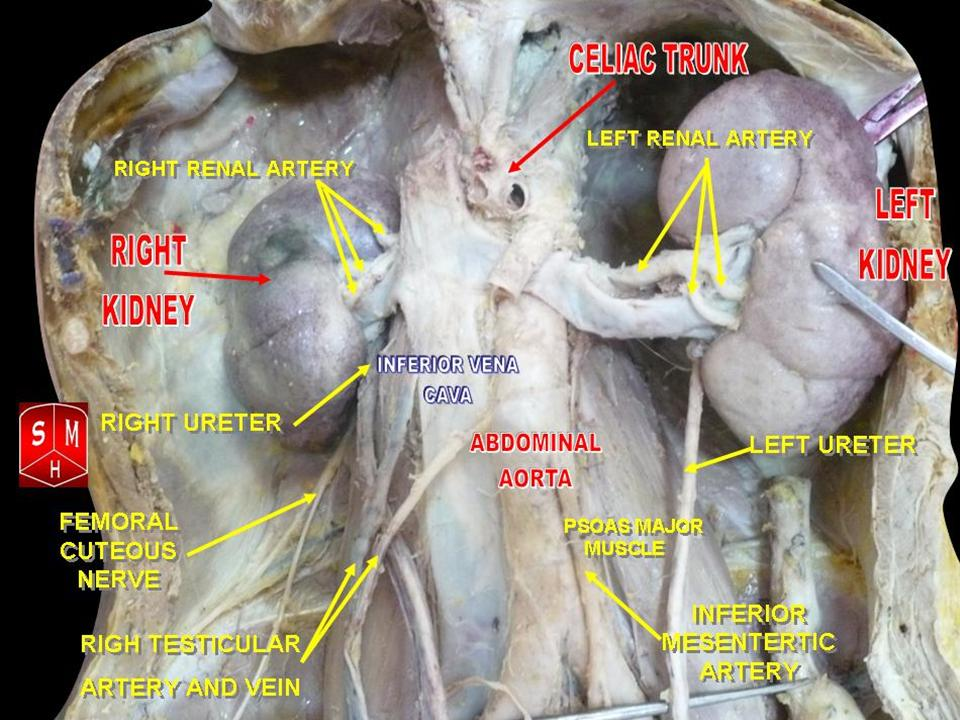
Vasele spermatice
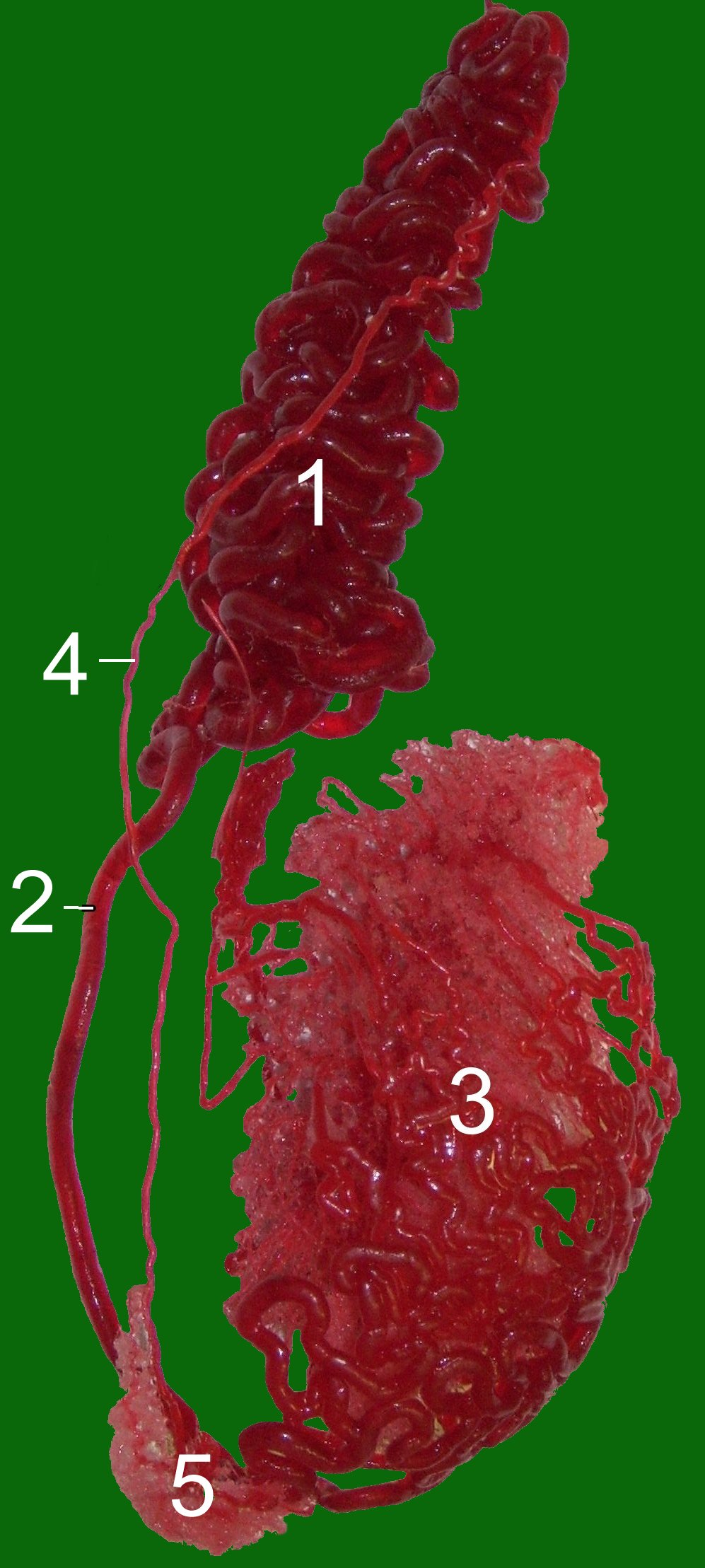
Artera testiculară a unui taur (steer).
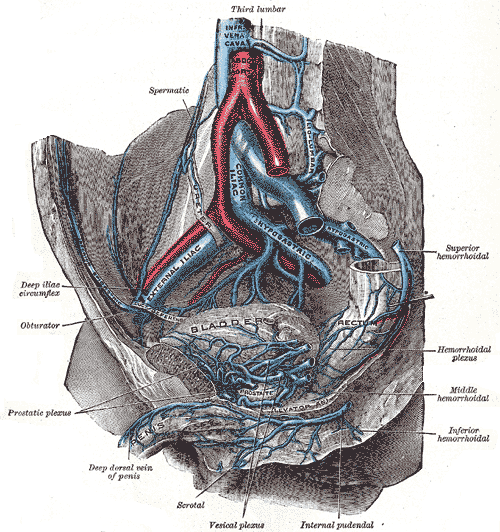
Venele jumătății drepte a pelvisului masculin.
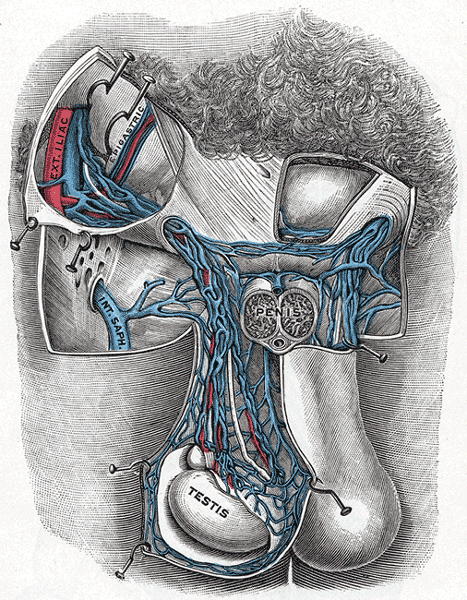
Venele spermatice.
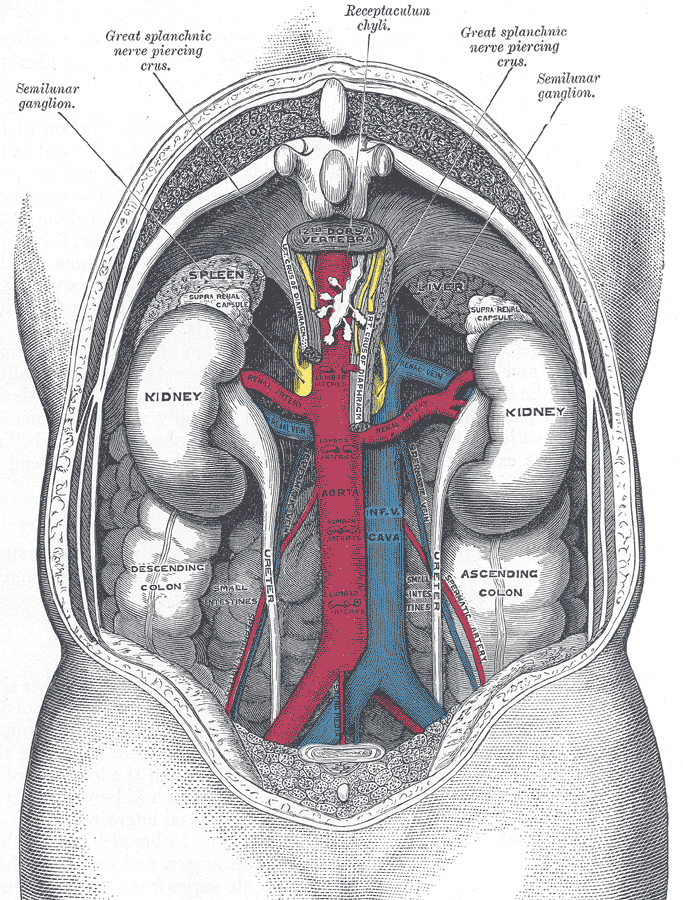
Relațiile viscerelor și vaselor mari ale abdomenului (vedere posterioară).
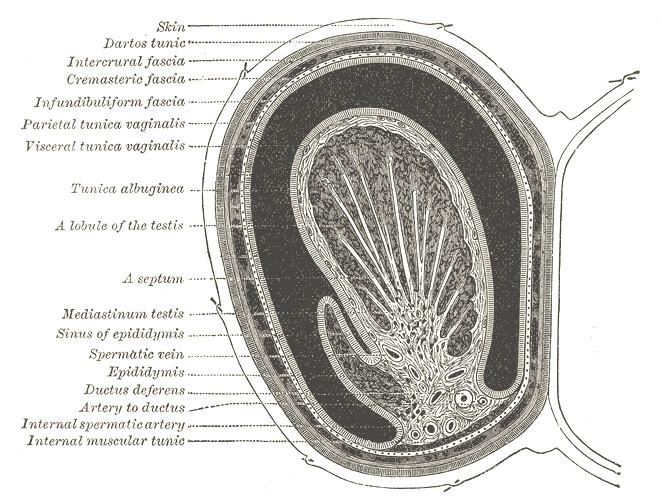
Secțiune transversală prin partea stângă a scrotului și testiculul stâng.
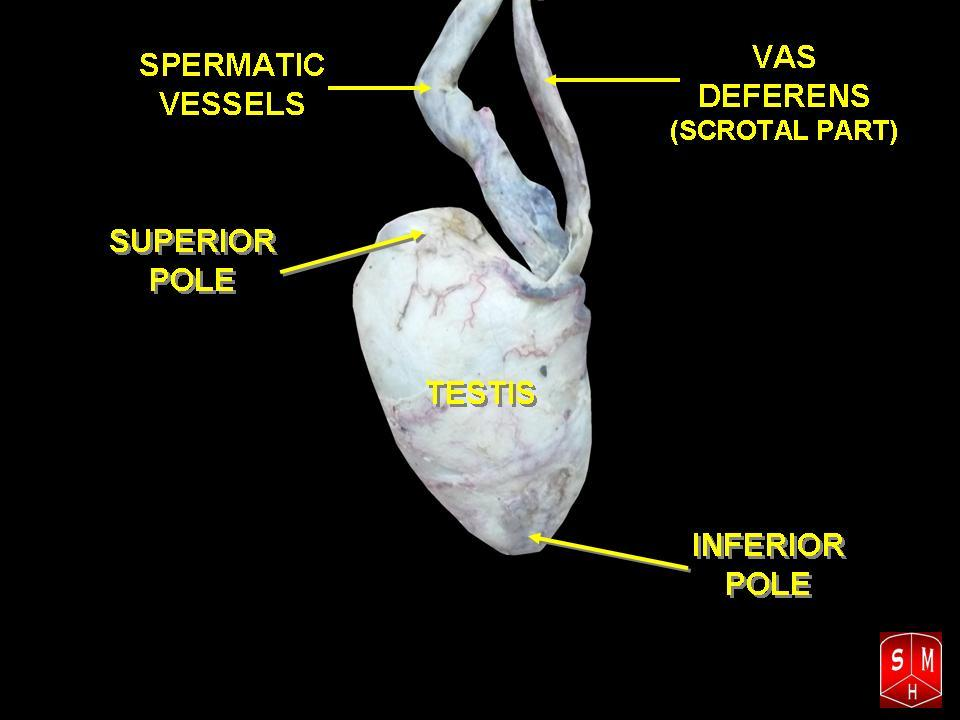
Testicul, vasele spermatice și canalele deferente
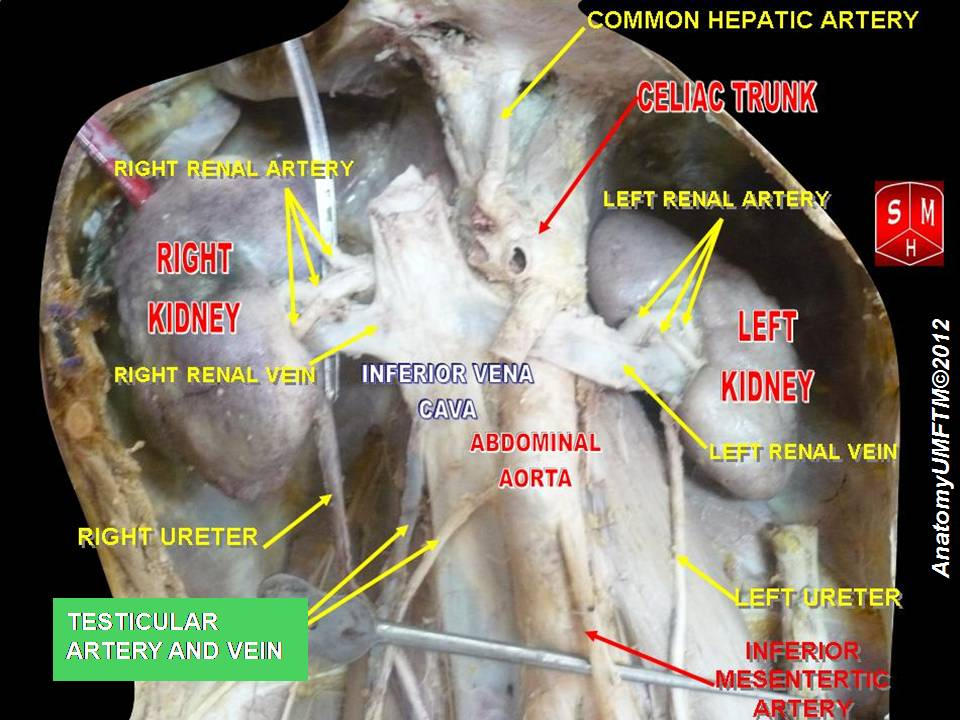
Artera și vena testiculare